# Lala Hindu
Lala Hindu ist ein Dokumentarfilm des afghanischen Filmproduzenten und Regisseurs Mohammad Hassan Nazeri über Geschichte und Gegenwart des Hinduismus in Afghanistan.

## Produktion
Produziert wurde der Film von Nazeris Produktionsfirma House of Afghan Film and Theatre.

## Veröffentlichung
Am 1. Juli 2011 wurde der Film im Afghan Cultural House (Kabul) erstmals öffentlich aufgeführt.
Die persische BBC sendete ihn 2015 im Fernsehen.